# Каулин, Джон
Джон Джозеф «Джэк» Каулин (англ. John Joseph "Jack" Coughlin; 6 июня 1892, Дуро, Онтарио — 21 июня 1969) — профессиональный канадский хоккеист. Играл на позиции правого крайнего нападающего. В Национальной хоккейной лиге выступал с 1917 по 1921 год. Играл в клубах Торонто Аренас, Квебек Бульдогс, Монреаль Канадиенс и Гамильтон Тайгерс. В 1918 году стал обладателем Кубка Стэнли с командой из Торонто.

## Карьера
Каулин родился в Дуро, Онтарио, Канада. Играл в молодёжном составе любительского клуба Петерсбург в сезоне 1909/10, после чего 4 сезона отыграл за основную команду. Также играл ка клубы Ингерсол (Онтарио), Портэйдж Лейк-Хотон (Мичиган). В 1916 году вступил в профессиональный клуб Торонто Блуширтс. После образования НХЛ в 1917 году, сыграл 6 игр за команду Торонто Аренас с которой выиграл Кубок Стэнли. После играл в нескольких профессиональных клубах. В 1921 году решил вернуться в любительский хоккей, но его заявку отклонила Хоккейная ассоциация Онтарио.

## Достижения
- Обладатель Кубка Стэнли 1918 года.